# Ctenomys lewisi
Ctenomys lewisi là một loài động vật có vú trong họ Ctenomyidae, bộ Gặm nhấm. Loài này được Thomas mô tả năm 1926.